# Werner Martin (Fußballspieler, 1949)
Werner Martin (* 28. Februar 1949) ist ein ehemaliger deutscher Fußballspieler.

## Karriere
Der Abwehrspieler Werner Martin gab am 25. November 1967 sein Debüt für Borussia Neunkirchen in der Bundesliga, als er im Spiel gegen den FC Schalke 04 in der 65. Minute eingewechselt wurde. In dieser Saison 1967/68 kam er insgesamt auf 14 Einsätze für die Saarländer, den Abstieg in die Regionalliga Südwest konnte er jedoch nicht verhindern. Zwischenzeitlich war Martin vom 18. bis 29. Spieltag sogar in die Startformation der Borussia gerückt. Nach dem Abstieg blieb er fünf weitere Jahre bei der Borussia. 1973 wechselte er dann zum SV Röchling Völklingen, mit dem ihm die Qualifikation für die 2. Bundesliga Süd gelang. In den drei Zweitligajahren war er Stammspieler bei Völklingen und absolvierte 97 Spiele (11 Tore) für Röchling. Danach spielte er ebenfalls in der 2. Liga Süd eine Saison beim VfR 1910 Bürstadt (34 Spiele/4 Tore). Nachdem sein alter Verein Borussia Neunkirchen zur Saison 1978/79 nochmals in die Zweitklassigkeit zurückgekehrt war, spielte Martin noch eine Saison für die Borussia. Ab dem elften Spieltag Stammspieler kam er noch einmal auf 27 Spiele (3 Tore) und erlebte den sofortigen Wiederabstieg.
Insgesamt kam Martin auf 14 Spiele (0 Tore) in der Bundesliga sowie 158 Spiele (18 Tore) in der 2. Bundesliga Süd.

## Titel und Erfolge
Borussia Neunkirchen:
- 2 × Meister der Regionalliga Südwest (1970/71, 1971/72)
- 1 × Meister der Oberliga Südwest (1979/80) mit Aufstieg in die 2. Bundesliga Süd

Röchling Völklingen
- DFB-Pokal-Viertelfinale 1976 gegen Hertha BSC (1:1, 1:2 n. V.)